# Dathina
Dathina és una comarca del Iemen entre el país del awdhila (awdhali en singular) i la regió de l'Awlaqi.
Fou un dels estats del Protectorat Occidental d'Aden, i tenia llavors uns vuit mil habitants. El país és anomenat per Al-Hamdani com ghail (estepa) qualificació aplicable a la major part; el clima és sec i el terreny poc fèrtil, excepte al nord-est on es produeix blat i moresc. Està poblat per dues tribus principals: els Ahl al-Saidi i els Olah o al-Ulah, dividits en dos branques: els Ulah al-Khawr i el Ulah al-Bahr. La ciutat principal i mercat de la regió és Al-Hafa (coneguda també com a Suk al-Saidi, o mercat dels saidis). El Mayasir i el Hasana són els districtes situats a l'est, que formen part de la Dathina i on es troba la capital política, Modiya o Em-Awdiya (els rius), on es va traslladar el govern el 1944. Els rius de la regió són el Dathina, Al-Har, Taran, Al-Ghamr, Al-Humayra, Al-Mawaran, Sahb, Uruffan, Marran, Azzan i Dura. Com a ciutas, a més de les dues esmentades (Al-Hafa i Modiya) cal esmentar a Athira, Al-Khanina, i Al-Muwashshah (aquesta fou antigament la principal ciutat de la comarca). La muntanya principal és Al-Khawr que la separada del país awdhila, i el djabal Aswad i djabal Raish.
Antigament el territori dels awdhila, habitat pels Banu Awd, estava inclòs dins la Dathina, però el segle xix ja no en feia part. El territori estava governat per un consell tribal o majlis que es reunia periòdicament (una vegada a l'any) a Al-Hafa i més tard a Modiya. El 1960 va ingressar a la federació d'Emirats Àrabs del Sud per decisió de l'agent britànic, aprovada pel majlis. El majlis nomenava cada any a un president. Del 1962 al 1967 fou part de la Federació d'Aràbia del Sud. El 1967 va passar a la República Popular del Iemen del Sud i formà part de la muhafazah III (governació III) i el 1990 de la governació d'Abyan.